# Vườn quốc gia Kalbarri
Vườn quốc gia Kalbarri là một vườn quốc gia ở Tây Úc, Úc.

## Thư viện ảnh

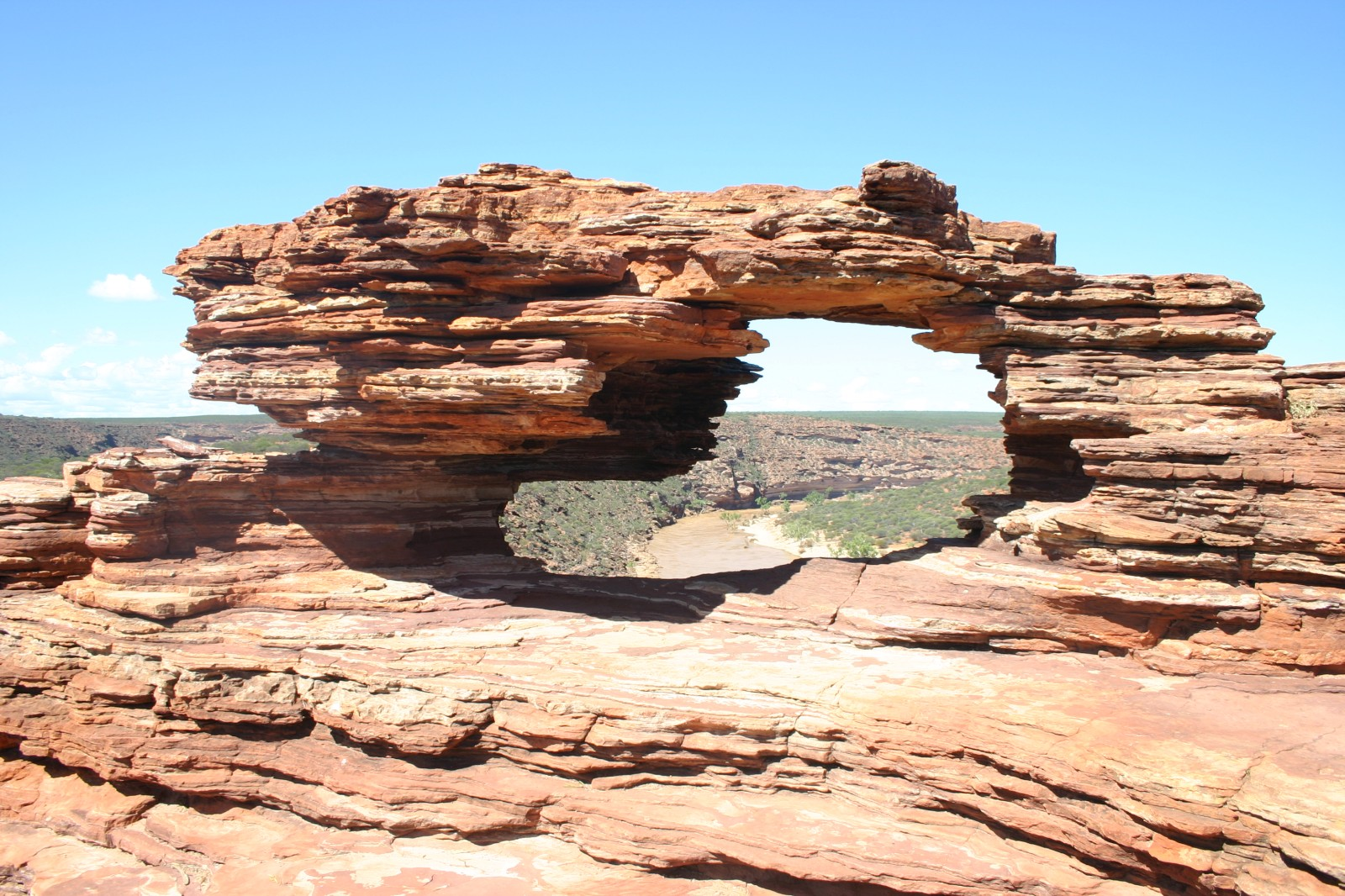
'Nature's Window'.
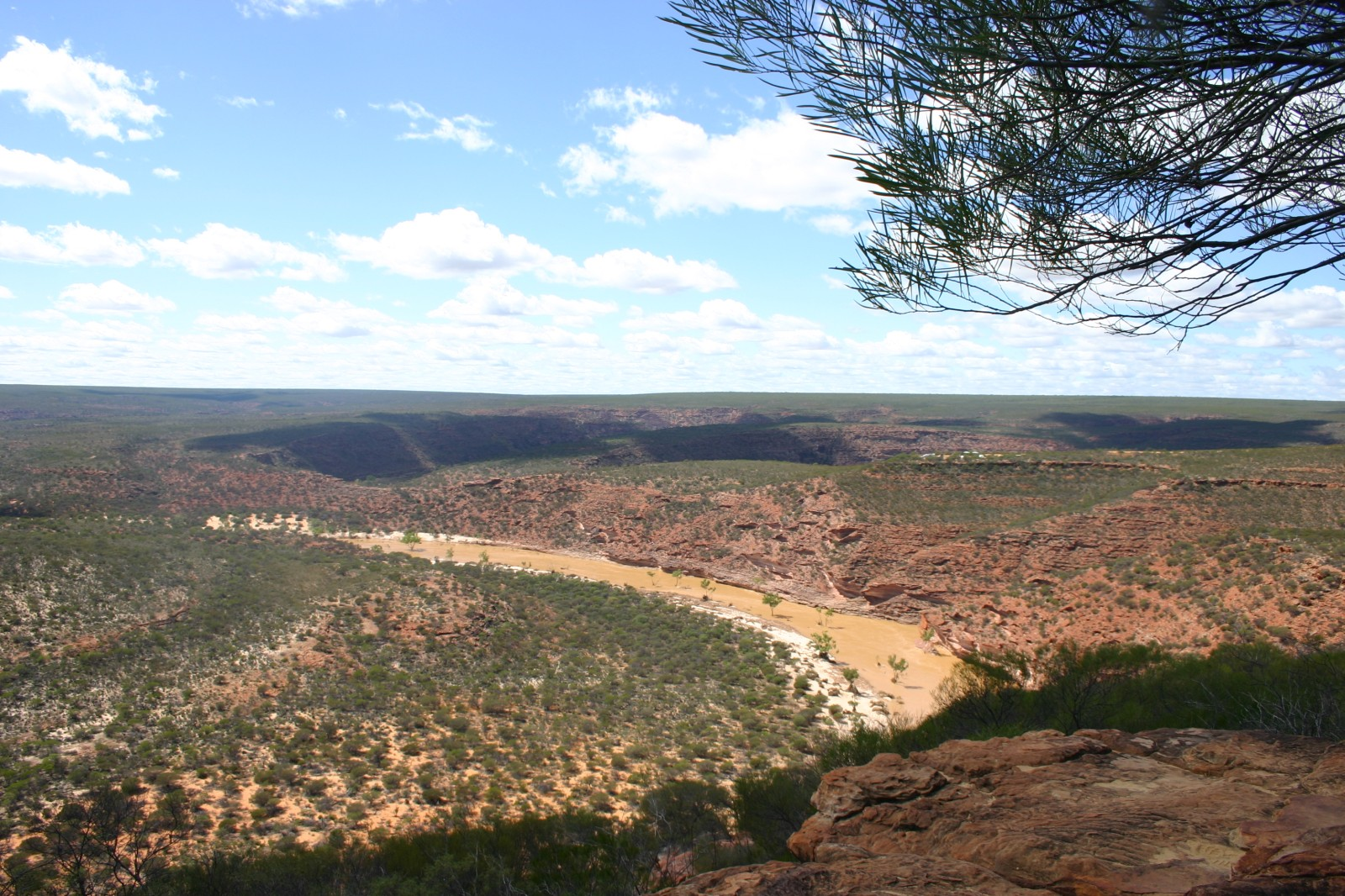
Murchison River gorge.
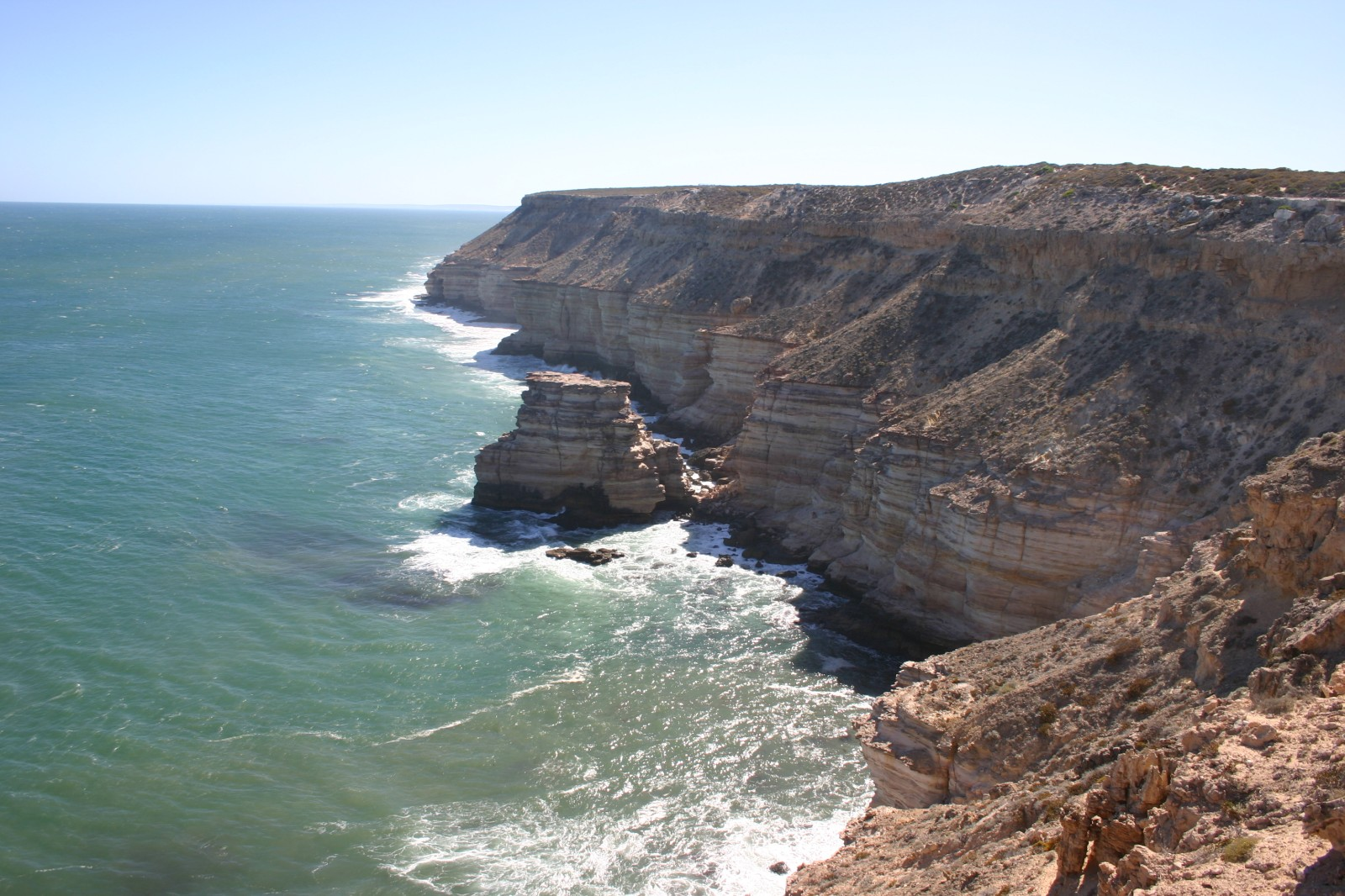
'Island Rock'.
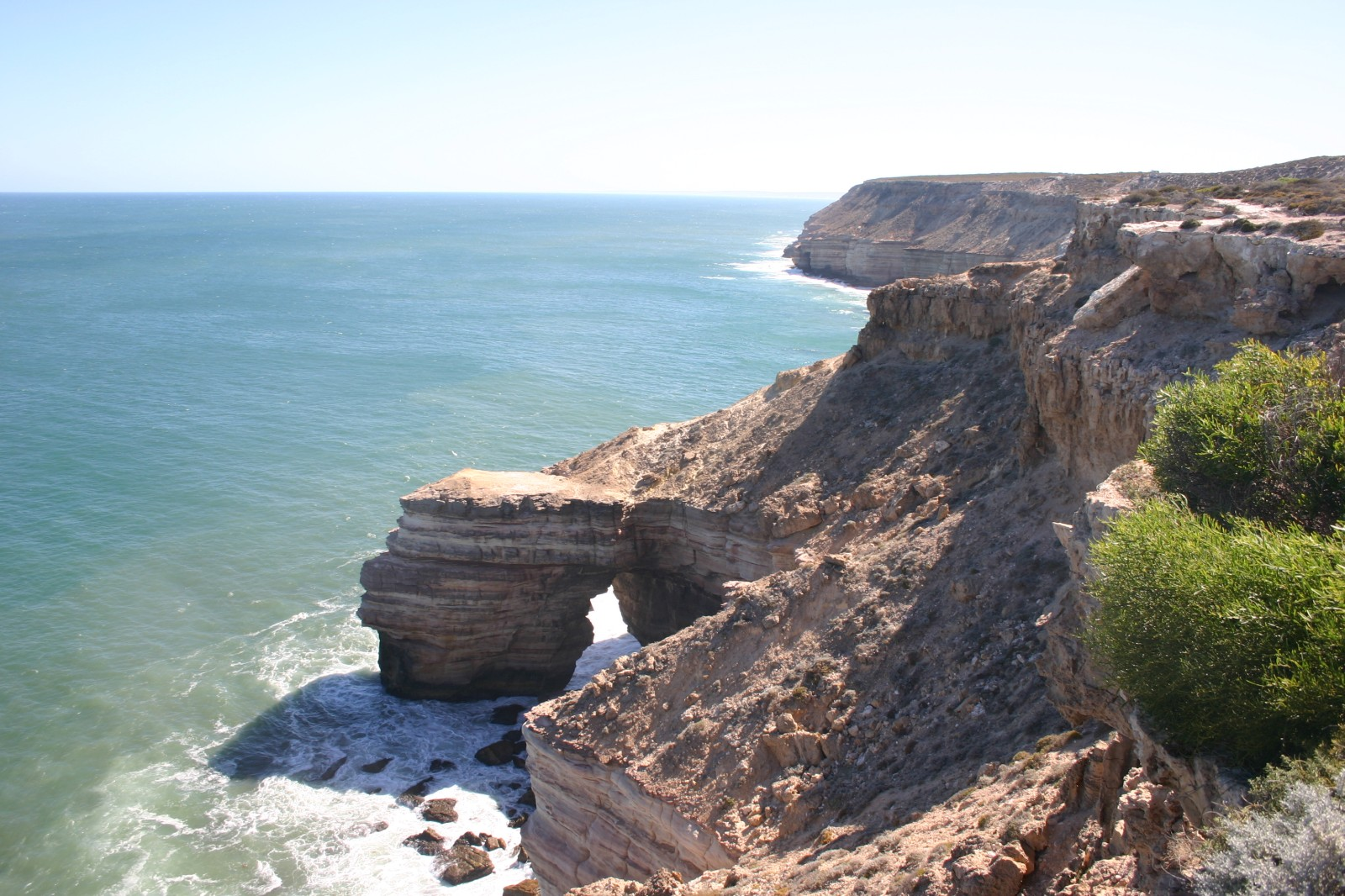
'Natural Bridge'.
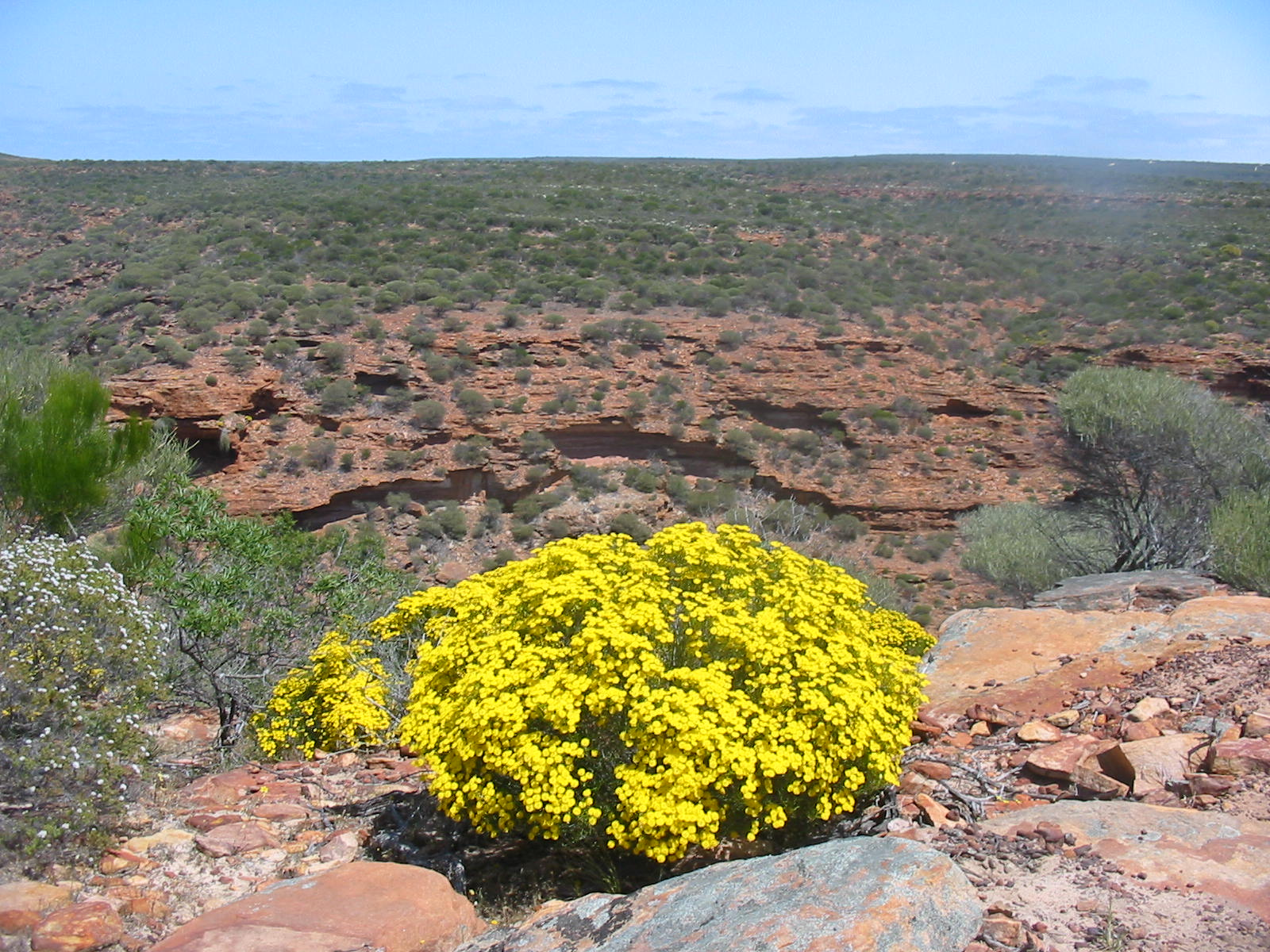
Kalbarri Park.